# Fontego dei Turchi
Fondaco dei Turchi (venetiansk: Fontego dei Turchi "Tyrkernes kro") er et palazzo i venetiansk-byzantinsk stil ved Canal Grande i Venedig i Italien.  

## Tidlig historie
Palæet blev bygget i den første halvdel af 1200-tallet af Giacomo Palmier, en flygtning fra Pesaro. Republikken Venedig købte det i  1381 til Niccolò II d'Este, hertugen af Ferrara. I dens tidlige historie blev palæet også brugt som residens for mange besøgende dignitarer.

## Tyrkisk ghetto
Fra begyndelsen af 1600-tallet til 1838 blev palæet brug som en ghetto for Venedigs  osmannisk tyrkiske befolkning (derfor "dei Turchi"). Senere blev det brugt som et kombineret hjem, varehus og marked for de tyrkiske købmænd ligesom Fondaco dei Tedeschi fungerede som hovedkvarter og afgrænset bolig for tyskere. 
Der var en restriktioner, som var pålagt bygningen og dens beboere, herunder bestemte tider hvor man kunne komme ind i eller forlade ghettoen samt hvornår man kunne handle. Blandt andet importerede de venetianske tyrkere voks, råolie og uld til byen.
Efter at den venetianske republik blev erobret og opløst af Napoleon Bonaparte i 1797, fortsatte de tyrkiske købmænd med at bo i palæet indtil 1838.
Bygningen var i en meget dårlig forfatning i midten af 1800-tallet, og blev fuldstændig istandsat mellem 1860 og 1880. Nogle forbedringer er blevet tilføjet til den oprindelige venetiansk-byzantiske udformning, f.eks. var der oprindelig ikke tårne i siderne.

## I dag
Fra 1890 til 1923 var området hjemsted for Museo Correr samlingen, som blev flyttet til Procuratie Nuove og Ala Napoleonica museerne på  Piazza San Marco fra 1923. I dag rummer området Museo di Storia Naturale di Venezia (Venedigs naturhistoriske museum), med historiske samlinger af blomster og dyr, fossiler og et akvarium.

## Eksterne kilder
- Portale di Venezia®  |  Centro storico  |  carnivalofvenice.com Arkiveret 30. oktober 2006 hos  Wayback Machine
- www.cheapvenice.com Arkiveret 10. maj 2006 hos  Wayback Machine

45°26′30.78″N 12°19′43.34″Ø / 45.4418833°N 12.3287056°Ø